# Fort Jackson (Virginia)
Fort Jackson era una fortificación de la época de la guerra civil estadounidense en Virginia que defendía el extremo sur del Long Bridge, cerca de Washington, D.C. Long Bridge conectaba Washington D. C. con el norte de Virginia y sirvió como una arteria de transporte vital para el Ejército de la Unión durante la guerra. Fort Jackson recibió su nombre de Jackson City, un suburbio sórdido de Washington que se había establecido en el lado sur del Long Bridge en 1835. Fue construido en los días inmediatamente posteriores a la ocupación del norte de Virginia por parte del ejército de la Unión en mayo de 1861. El fuerte fue inicialmente armado con cuatro cañones utilizados para proteger el puente, pero estos fueron retirados después de la finalización de la Línea Arlington, una línea de defensas construida hacia el sur. Después de 1862, el fuerte carecía de armas a excepción de las armas pequeñas y consistía en una empalizada de madera respaldada por movimientos de tierra. Se restauraron dos cañones en el fuerte en 1864 después de la Batalla de Fort Stevens. La guarnición estaba formada por una sola compañía de soldados de la Unión que inspeccionaba el tráfico que cruzaba el puente y lo protegía de posibles saboteadores.
Tras la rendición final de los Estados Confederados de América en 1865, Fort Jackson fue abandonado. La madera utilizada en su construcción fue rápidamente recuperada para leña y materiales de construcción y, debido a su proximidad al Long Bridge, los movimientos de tierra se aplanaron para facilitar el acceso al Long Bridge. A principios del siglo XX, el sitio del fuerte se usó para las bases y accesos a varios puentes que conectan Virginia y Washington. Hoy en día, no queda ningún rastro del fuerte, aunque el sitio del fuerte está contenido dentro del Parque Long Bridge del condado de Arlington, y una encuesta del Servicio de Parques Nacionales de 2004 del sitio indicó que algunos restos arqueológicos aún pueden permanecer debajo del parque.

## Ocupación de Arlington
Antes del estallido de la Guerra Civil, el condado de Alexandria (rebautizado como condado de Arlington en 1920), el condado de Virginia más cercano a Washington D. C., era un área predominantemente rural. Parte del Distrito de Columbia original de diez millas cuadradas, la tierra que ahora comprende el condado fue retrocedida a Virginia en una ley del Congreso del 9 de julio de 1846 que entró en vigor en 1847. La mayor parte del condado es montañoso, y en ese momento , la mayor parte de la población del condado se concentraba en la ciudad de Alexandria, en el extremo sureste del condado. En 1861, el resto del condado consistía en gran parte en granjas dispersas, la casa ocasional, campos para el pastoreo de ganado y Arlington House, propiedad de Mary Custis, esposa de Robert E. Lee. El condado estaba conectado con la cercana Washington a través del Puente Largo, que cruzaba el río Potomac. En las llanuras fluviales del lado de Virginia se encontraba Jackson City, un sórdido distrito de entretenimiento que lleva el nombre del presidente Andrew Jackson y alberga varios hipódromos, salas de juego y salones.
Después de la rendición de Fort Sumter en Charleston, Carolina del Sur, el 14 de abril de 1861, el presidente Abraham Lincoln declaró que "existía una insurrección" y pidió que 75.000 soldados fueran convocados para sofocar la rebelión. La medida provocó resentimiento en muchos otros estados del sur, que rápidamente se movilizaron para convocar discusiones sobre la secesión. La Convención del Estado de Virginia aprobó "una ordenanza de secesión" y ordenó un referéndum el 23 de mayo para decidir si el estado debería o no separarse de la Unión. El Ejército de los Estados Unidos respondió creando el Departamento de Washington, que unió a todas las tropas de la Unión en el Distrito de Columbia y Maryland bajo un mando.
El general de brigada J.F.K. Mansfield, comandante del Departamento de Washington, argumentó que Virginia del Norte debería ser ocupada lo antes posible para evitar la posibilidad de que el Ejército Confederado monte artillería en las colinas de Arlington y bombardee edificios gubernamentales en Washington. También instó a la construcción de fortificaciones en el lado de Virginia del río Potomac para proteger los extremos sur del Puente de las Cadenas, el Puente Largo y el Puente Aqueduct. Sus superiores aprobaron estas recomendaciones, pero decidieron esperar hasta que Virginia votara a favor o en contra de la secesión.
El 23 de mayo de 1861, Virginia votó por un margen de 3 a 1 a favor de abandonar la Unión. Esa noche, las tropas del ejército de los EE. UU. Comenzaron a cruzar los puentes que unen Washington D. C. con Virginia. La marcha, que comenzó a las 10 p. m. en la noche del 23, fue descrito en términos coloridos por el New York Herald dos días después:

No puede haber más quejas de inactividad del gobierno. El movimiento de avance hacia Virginia, indicado en mis despachos anoche, tuvo lugar esta mañana a la hora precisa que mencioné, pero en números mucho más imponentes y poderosos.

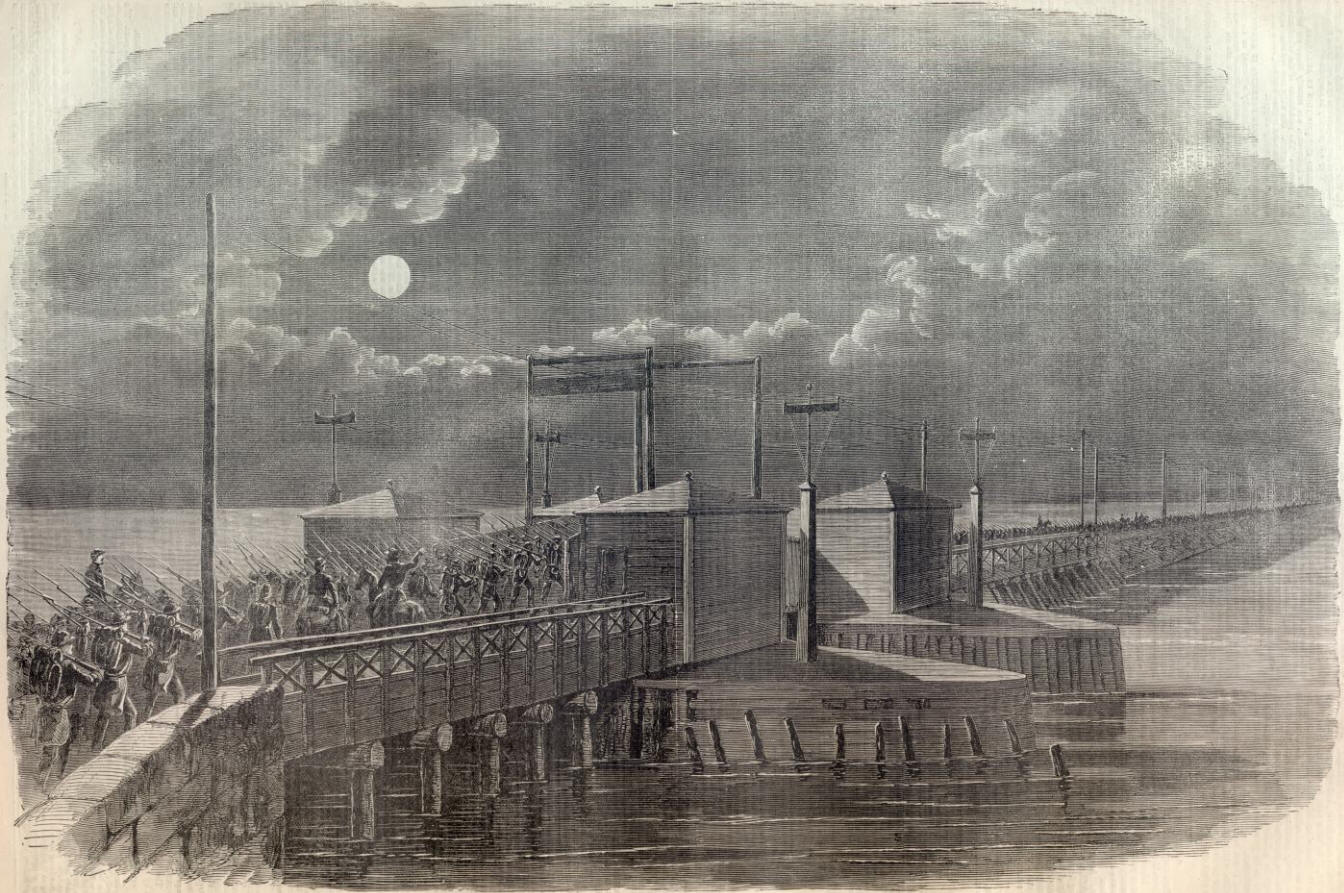
Los soldados de la Unión cruzan el Puente Largo durante la ocupación del norte de Virginia tras la secesión de ese estado de la Unión.

A eso de las diez de la noche anterior, cuatro compañías de hombres escogidos se movieron sobre el Puente Largo, como vanguardia. Fueron enviados a reconocer, y si atacaban se les ordenó que hicieran una señal, cuando habrían sido reforzados por un cuerpo de infantería regular y una batería ...
A las doce en punto, el regimiento de infantería, los cuerpos de artillería y de caballería comenzaron a reunirse y asumir el orden de marcha. Tan pronto como los varios regimientos estuvieron listos, procedieron al Puente Largo, a los de Washington se les indicó que tomaran esa ruta.
Las tropas acuarteladas en Georgetown, los regimientos sexagésimo noveno, quinto, octavo y vigésimo octavo de Nueva York, atravesaron lo que se conoce como el puente de las cadenas, sobre la desembocadura del acueducto Potomac, bajo el mando del general McDowell. Tomaron posesión de las alturas en esa dirección.

La imponente escena fue en el Puente Largo, donde cruzaba el grueso de la tropa. Ocho mil infantes, dos compañías regulares de caballería y dos secciones del batallón de artillería de Sherman, que constaba de dos baterías, estaban alineadas a este lado del Puente Largo a las dos en punto.

La ocupación de Virginia del Norte fue pacífica, con la excepción de la ciudad de Alejandría. Allí, cuando el coronel Elmer E. Ellsworth, comandante de los New York Fire Zouaves (11 ° Regimiento de Infantería Voluntaria de Nueva York), ingresaba a un hotel local para quitar la bandera confederada que ondeaba sobre él, James Jackson, el propietario, le disparó y mató. Ellsworth fue uno de los primeros hombres asesinados en la guerra civil estadounidense.

## Planificación y construcción

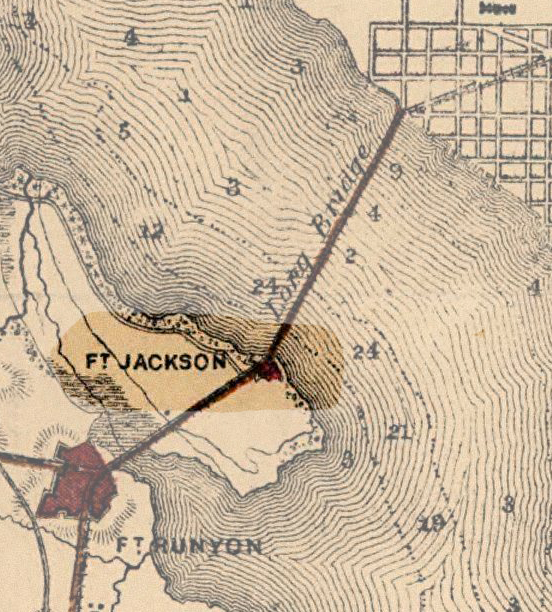
Porción de un mapa de 1865 que muestra la ubicación de Fort Jackson. Al noreste está el Puente Largo y Washington D. C.

Más de 13.000 hombres marcharon hacia el norte de Virginia el 25 de mayo, trayendo consigo "una larga fila de vagones llenos de carretillas, palas, etc". Estos implementos se pusieron a trabajar incluso cuando miles de hombres marcharon más hacia Virginia. Oficiales ingenieros al mando del entonces coronel John G. Barnard acompañaron al ejército y comenzaron a construir fortificaciones y atrincheramientos a lo largo de las orillas del río Potomac para defender los puentes que lo cruzaban. Al amanecer de la mañana del día 24, ya se había abierto el terreno en los dos primeros fuertes que comprendían las defensas de la Guerra Civil de Washington: Fort Runyon y Fort Corcoran. En una semana, otros fuertes más pequeños habían surgido como obras de apoyo. Fort Jackson, construido al noreste de Fort Runyon a unos cincuenta metros al sur de la intersección del actual puente de la calle 14 y la costa de Virginia y armado con cuatro cañones, era uno de ellos.
Debido a su gran tamaño físico y extenso armamento, Fort Runyon estaba destinado a ser el fuerte principal que defendía el Puente Largo. Fort Jackson, ubicado en el extremo sur del puente, recibió cuatro cañones y estaba destinado a ser un puesto de guardia para los soldados que inspeccionaban el tráfico civil que cruzaba el puente y para desviar a los saboteadores confederados que pudieran intentar destruir el puente. Para tripular los cuatro cañones del fuerte, se asignaron 60 artilleros, lo que eleva la guarnición total a 200 hombres.

## Uso en tiempos de guerra

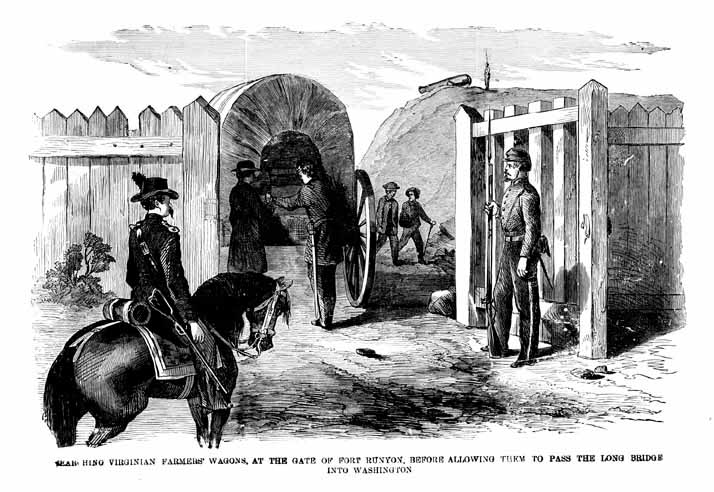
Los soldados de la Unión en Fort Jackson realizaban registros regulares de los carros que cruzaban Long Bridge.

El 14 de julio de 1861, la Compañía E de la 21.ª Infantería Voluntaria de Nueva York fue asignada a la guarnición de Fort Jackson. El 31 de agosto, el 21 de Nueva York recibió la orden de Fort Cass, Virginia, y luego participó en la Segunda Batalla de Bull Run. No existe información sobre la unidad que lo reemplazó en la guarnición de Fort Jackson.
Tras la finalización de la línea Arlington, que se construyó a varias millas al suroeste de Fort Jackson, en lo alto de Arlington, se descuidó el mantenimiento de Forts Jackson y Runyon. Los dos fuertes habían sido en gran parte redundantes por las obras más nuevas y más sólidas en la cima de las colinas, y se creía que ninguno de los dos jugaba un papel crucial en las defensas de Washington. Fort Jackson se mantuvo en servicio solo como una estación de inspección para el tráfico que cruza Long Bridge.

### Ferrocarril y reconstrucción
En 1863, se construyó un nuevo puente ferroviario adyacente al Puente Largo como parte de un plan para fortalecer la logística del Ejército del Potomac mientras operaba en el norte de Virginia. Una extensión del ferrocarril de Orange y Alexandria, el puente se usaría hasta el cambio de siglo antes de ser reemplazado. Debido al peso del ferrocarril y la débil resistencia del puente, no se permitieron locomotoras en el puente. Antes de cruzar el Potomac, el tren desmontaba su locomotora y un equipo de caballos lo empujaba a través del puente.
Para proporcionar espacio para las vías del tren, las puertas de Fort Jackson tuvieron que ser removidas. Estos fueron finalmente reemplazados, pero la amplia apertura necesaria para las vías demostró tener un efecto perjudicial en la capacidad defensiva del fuerte. Un informe de 1864 del teniente coronel Barton S. Alexander, ayudante de campo del general John Gross Barnard, ingeniero jefe de las defensas de Washington, describió la forma en que se había permitido que Fort Jackson cayera en mal estado:

La defensa del puente es muy imperfecta debido al deterioro y deterioro de Fort Jackson. El ferrocarril atraviesa el parapeto y no hay puertas excepto en la entrada de la autopista de peaje. El ferrocarril cruza la zanja del fuerte en un puente que no tiene piso, pero un enemigo pronto podría cubrirlo para hacerlo transitable. La caballería también podía cabalgar hasta el lado inferior del fuerte y entrar por el puente.

Para solucionar los problemas en Fort Jackson, Alexander recomendó la adición de una sección de artillería, una segunda compañía de infantería y varias mejoras en el propio fuerte. Estimulado en parte por el ataque confederado en Fort Stevens al norte de Washington, se hicieron varias mejoras, incluida la restauración de las puertas que se habían eliminado cuando se construyó la línea del ferrocarril. El general Christopher Columbus Augur, comandante del Departamento de Washington, recomendó que a Fort Jackson se le asignaran dos cañones ligeros como armamento durante la reconstrucción.

## Uso de posguerra

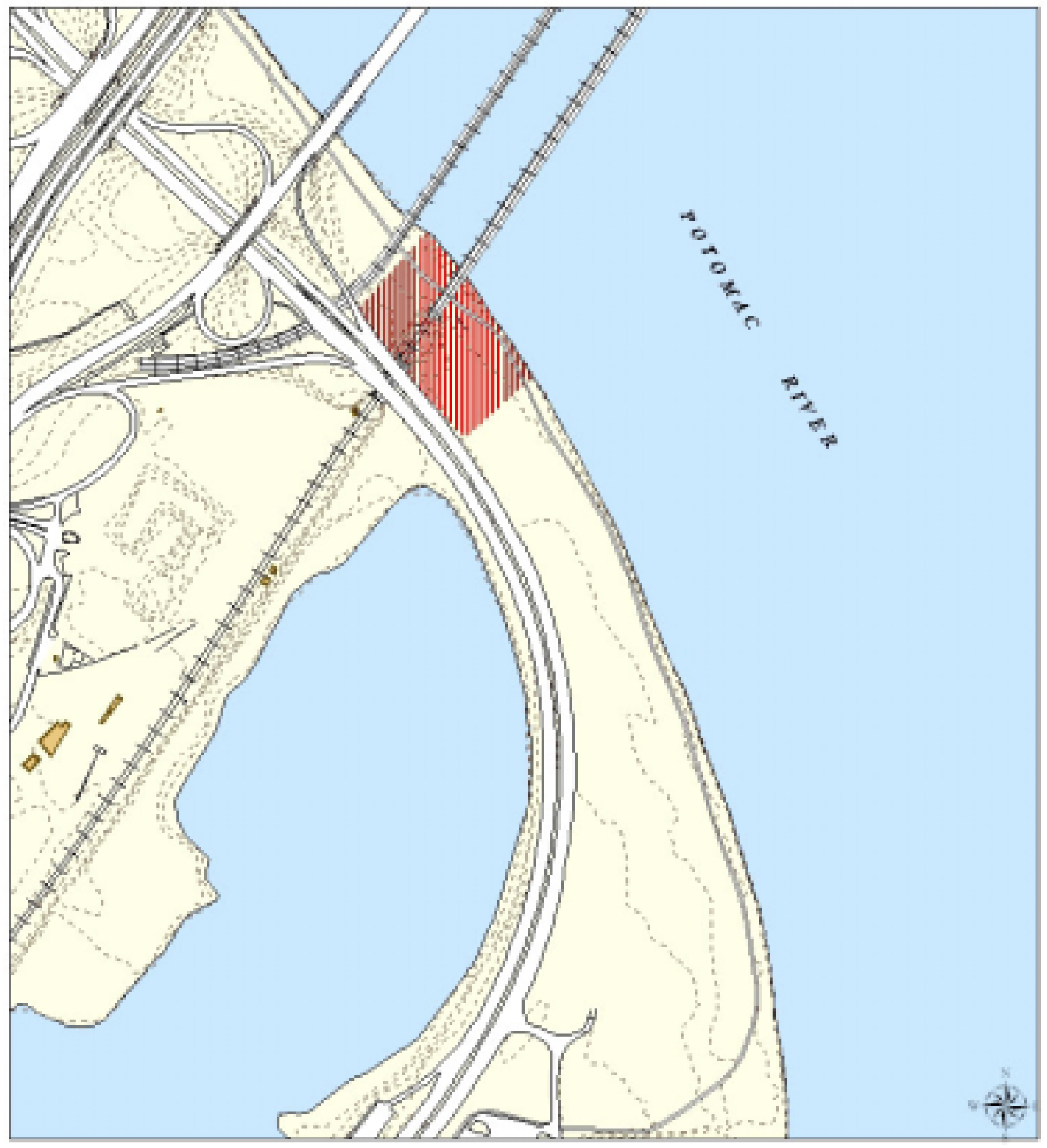
Un mapa del sitio de Fort Jackson tal como existe hoy. El George Washington Memorial Parkway es el camino al sur del sitio de Fort Jackson, que está sombreado en rojo. El puente del ferrocarril CSX pasa directamente por el sitio.

Después de la rendición del ejército del norte de Virginia del general Robert E. Lee el 9 de abril de 1865, dejó de existir la razón principal de las defensas tripuladas que protegían a Washington. Las recomendaciones iniciales del coronel Barton S. Alexander, entonces ingeniero jefe de las defensas de Washington, fueron dividir las defensas en tres clases: las que deberían mantenerse activas (primera clase), las que deberían ser suspendidas y mantenidas en un estado de reserva. (segunda clase) y los que deben abandonarse por completo (tercera clase). Debido a su naturaleza de área trasera y al hecho de que las inspecciones ya no eran necesarias para proteger el Puente Largo contra el sabotaje, Fort Jackson cayó en la categoría de tercera clase.
La madera utilizada en la construcción de Fort Jackson fue vendida para su rescate o saqueada por ocupantes ilegales, la mayoría de los cuales eran esclavos liberados que viajaban hacia el norte en busca de nuevas vidas tras el fin de la esclavitud en los Estados Unidos. Muchos se establecieron en el área del antiguo Fort Runyon, y parece probable que la madera de Fort Jackson hubiera sido una fuente fácil de leña.

Todos los fuertes que rodean o dominan la ciudad son desmantelados, se les quitan las armas, la tierra se entrega a sus dueños. Okupas negros necesitados, que viven alrededor de los fuertes, se han construido chabolas de los cuarteles de los oficiales, han sacado abatis para leña, han hecho cuerdas de madera o vigas de las plataformas de troncos para los cañones y han cortado las grandes astas de las banderas para hacer colchas. postes o postes de cama ... Los paseos hacia estos viejos fuertes son horriblemente pintorescos. Los libertos, que viven vendiendo herraduras viejas y púas de hierro, viven con sus familias de ocupantes ilegales donde, antiguamente, el sastre del ejército tenía la cantina; pero la hierba está trazando sus paralelos cada vez más cerca de las revistas. Algunas ropas viejas, una gran cantidad de suciedad y tumbas olvidadas, hacen ahora las características locales de la guerra. "

Para el cambio de siglo, el sitio de Fort Jackson se había convertido en la base de un nuevo puente ferroviario, construido en 1903. Tres años más tarde, se construyó un puente vial justo al oeste. También se ubicó una fábrica de ladrillos cerca, a veces utilizando la arcilla que formaba los baluartes de Fort Runyon como materia prima para los ladrillos que luego irían a las paredes de las casas de Washington. Estos proyectos borraron el pequeño rastro que había de Fort Jackson.
Hoy, un puente de ferrocarril de CSX Corporation atraviesa el sitio de Fort Jackson, y el Servicio de Parques Nacionales está estudiando la costa de Potomac, justo al sur del puente, como un posible sitio para un cobertizo para botes del condado de Arlington. Justo al sur de la autopista federal George Washington Memorial Parkway, entre las vías CSX y la I-395, se encuentra el parque Long Bridge del condado de Arlington. El extremo norte del parque, aún no desarrollado para uso recreativo, puede incluir parte del sitio de Fort Jackson. Un estudio del Servicio de Parques Nacionales encargado durante la revisión en curso de posibles sitios de cobertizos para botes incluyó una observación de que los artefactos históricos de Fort Jackson todavía pueden estar presentes en el sitio.